# Canción de Li Zhongtang
La Canción de Li Zhongtang (Chino Tradicional: 李中堂樂, Pinyin: Lǐ Zhōngtáng Yuè), Fue el segundo himno nacional semioficial de China, escrito por Li Hongzhang (Li Hong-Cháng) en 1896 durante la dinastía Qing.

## Historia
En 1896, el año 22 de la era Guangxu (Kuang-Hsú), el ministro del Mar del Norte y virrey de Zhili Li Hongzhang (李鴻章) realizó una visita diplomática por los países de la Europa Occidental y Rusia, como una canción nacional era necesitada para su ceremonia de bienvenida y también por protocolo, Li Hongzhang adaptó un Poema de la dinastía Tang a la cual le agregó música usada en la corte con ciertas variaciones.

## Letra
| Chino tradicional                                             | Pinyin | Traducción al español |
| ------------------------------------------------------------- | --- | --- |
| 金殿當頭紫閣重 仙人掌上玉芙蓉 太平天子朝天日 五色雲車駕六龍。 | Jīndiàn dāng tóu zǐgè chóng Xiānrén zhǎng shàng yù fúróng Taìpíng Tiānzǐ cháo tiān rì Wǔ sè yúnchē jià liù lóng. | En el Palacio Dorado, entre los púrpuras pabellones Como una flor de loto de jade en la palma de un inmortal El Hijo del Cielo de la Paz Suprema le otorga tributo al Sol del Cielo En su carroza hecha de nubes de cinco colores, dibujada por seis dragones |